# مهدی کریمی (بازیکن فوتسال)
مهدی کریمی (زاده ۹ بهمن ۱۳۷۵ در ساوه)بازیکن تیم ملی فوتسال ایران است.او در حال حاضر در تیم گیتی پسند اصفهان بازی میکند.نخستین بازی ملی وی در سال ۲۰۱۷ در کشور تایلند بود.

## افتخارات
- یک قهرمانی در جام ملت های اسیا[۳][۴][۵][۶][۷]
- یک نایب قهرمانی در جام ملت های اسیا[۸]
- دو قهرمانی در لیگ برتر ایران با تیم گیتی پسند اصفهان[۹]
- یک نایب قهرمانی در لیگ برتر ایران با تیم گیتی پسند[۱۰]